# Fairey Gannet
Le Fairey Gannet est un avion britannique de lutte anti-sous-marine à turbopropulseurs employé par la Royal Navy, la Royal Australian Navy, la marine indonésienne et la marine ouest-allemande. Il y a eu une variante de cet avion destinée au guet aérien, le Fairey Gannet AEW.3 (en). Équipé de deux turbopropulseurs entraînant chacun une hélice d'un couple d'hélices contrarotatives, le pilote pouvait couper un moteur en vol, économisant ainsi du carburant et permettant de prolonger le temps de vol .

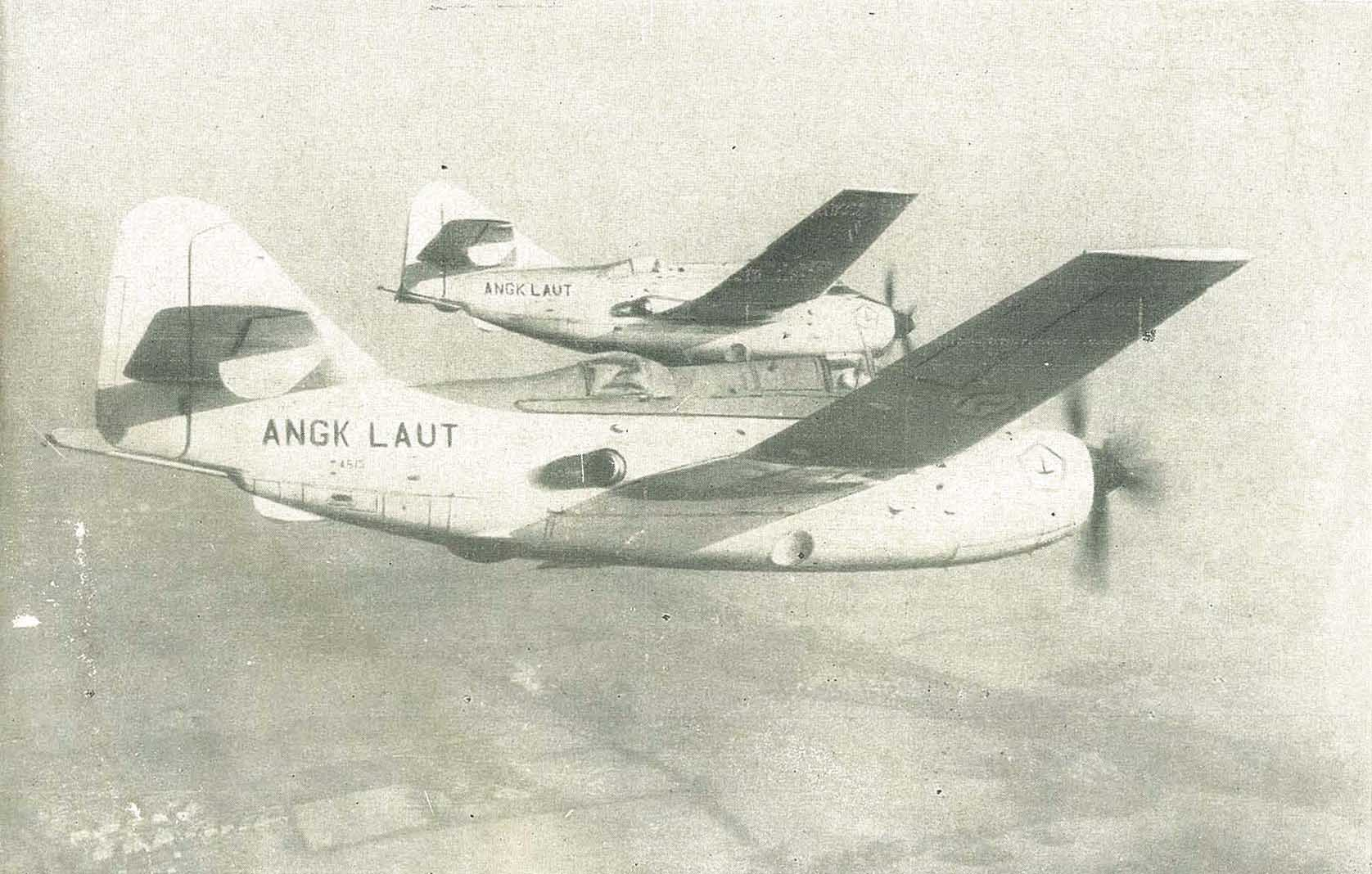
Fairey Gannet de la Marine indonésienne
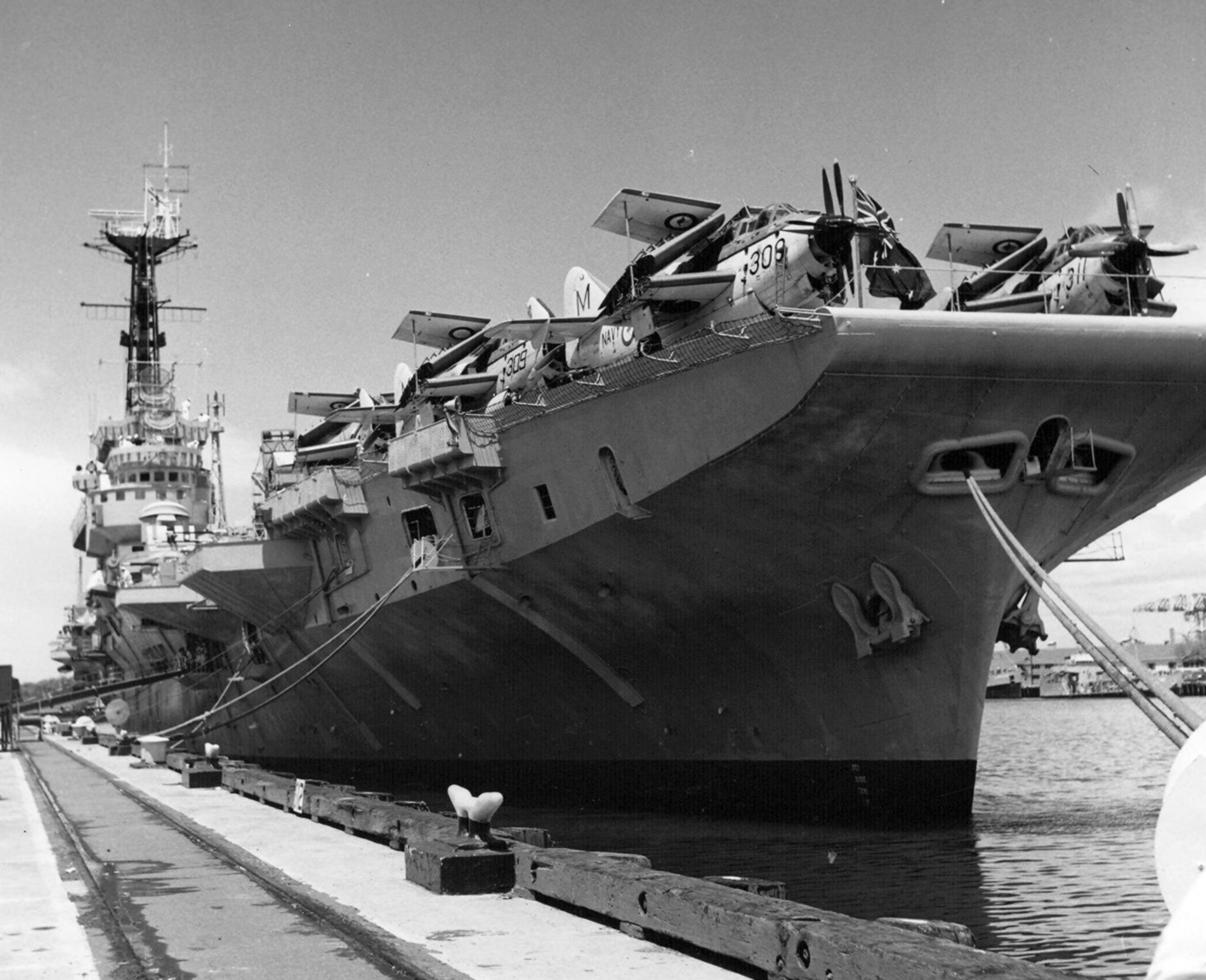
Le HMAS Melbourne en 1958 avec des Fairey Gannet des forces aériennes de la marine australienne sur le pont ailes repliés.